# Ich war Dora Suarez
Ich war Dora Suarez ist ein Thriller des britischen Schriftstellers Derek Raymond und erschien im Jahr 1990 unter dem Titel I Was Dora Suarez. Es ist der vierte Band der Factory-Serie, dem Er starb mit offenen Augen, Der Teufel hat Heimaturlaub und Wie die Toten leben vorangingen.

## Inhalt
Die Geschichte des Polizeiromans, der in den Jahren 1970 bis 1989 im Zuhältermilieu der Großstadt London spielt, beginnt damit, dass die junge, attraktive Prostituierte und Nachtclubsängerin Dora Suarez in einem Apartment im Stadtteil South Kensington tot aufgefunden wird. Sie wurde von einem unbekannten Axtmörder verstümmelt, erschlagen und am Ende enthauptet. Des Weiteren wird Doras Nachbarin Betty Carstairs, eine 86 Jahre alte schottische Witwe, die die junge Frau bei sich aufgenommen hatte und Zeugin der grausamen Tat wird, auf ähnlich bestialische Weise umgebracht. Noch in der gleichen Nacht stirbt Felix Roatta, Teilhaber des heruntergekommenen „Parallel Clubs“ (eine Art “AIDS-Puff”), im Londoner Westend durch einen Kopfschuss mit einer Pumpgun.
Der Leser erlebt den Doppelmord am Anfang im Blutrausch in Echtzeit aus der Täterperspektive und im Nachgang als nüchterne Polizeiarbeit. Der ermittelnde Polizei-Detective, welcher im Roman nicht namentlich benannt wird, entdeckt, dass es sich bei dem Mord um Dora Suarez um eine höchst bizarre wie abstoßende Tat gehandelt haben muss, die wie ihm Wahn ausgeführt wurde, denn offensichtlich hat der Täter, der von außen durch das Abflussrohr in die Wohnung eingedrungen war, ihr Blut getrunken, auf die offenen Wunden seines Opfers ejakuliert und sogar seine Notdurft im Zimmer verrichtet.
Bei der nachfolgenden Autopsie wird festgestellt, dass Suarez an einer schweren AIDS-Erkrankung im finalen Stadium litt und ohne ihren gewalttätigen Tod sehr bald daran gestorben wäre. In gewisser Weise erinnert die Grausamkeit des Falls an den „Yorkshire-Ripper“ Peter Sutcliffe. Um einen Fahndungserfolg zu erzielen, wird der namenlose Detective zurück in den Polizeidienst gestellt, da man ihm, aufgrund seiner langjährigen Berufserfahrung zutraut, den Fall zu lösen.
Der Polizist, welcher durch die emotionalen Tagebucheinträge eine starke Empathie mit dem Opfer empfindet und letztendlich eine morbide, fast schon obzessive Liebesbeziehung zu der Ermordeten aufbaut, versucht sich parallel dazu mit der Gedankenwelt des Täters zu identifizieren, um ihm auf die Spur zu kommen. Die Motive, die zu ihrem Tod geführt hatten, werden mit dem Satz: “Und Suarez wurde umgebracht, weil sie schön, arm und krank und auf unsere Barmherzigkeit angewiesen war, und wir zeigten keine, möge unser Land sich deshalb schämen.” umschrieben. Am Anfang ergeben sich keinerlei Anhaltspunkte, die zur Ergreifung des Täters führen können. Erst die letzten Kapitel der deprimierenden Tagebucheintragungen von Dora Suarez und ein Foto von einer Hostess, die ebenfalls in diesem anrüchigen Club gearbeitet hat, liefert letztendlich die Verbindung zwischen der getöteten Prostituierten und dem Nachtclubbesitzer Roatta. So hatte Dora zum Beispiel auf der Geburtstagsfeier gesungen.
Im „Parallel Club“ eröffnet sich den Fahndern der Polizeispezialeinheit FACTORY (A-14 Dezernat für ungeklärte Mordfälle/Kapitalverbrechen) im oberen Stockwerk des Clubs eine degenerierte Welt aus unmenschlicher Ausbeutung, und Perversionen. So werden den Frauen Wüstenrennmäuse in Körperöffnungen gesteckt, um die Lust zu steigern. Die Clubbetreiber Roatta, Robacci und Scalo ermöglichten HIV-Infizierten käuflichen Sex mit ebenfalls AIDS-erkrankten Prostituierten. Dora Suarez wurde vorsätzlich mit der tödlichen Immunerkrankung infiziert. Mithilfe eines Journalisten kann der Mörder, der sadomasochistische Türsteher Tony Spavento des „Parallel Clubs“, letztendlich entlarvt werden. Am Ende erschießt ihn der Detective mit seiner Dienstpistole.

## Figuren
- † Dora Suarez: in London geborene Zwangsprostituierte. Ihr Vater ist Spanier und ihre Mutter jüdische Polin; beide sind Flüchtlinge. Doras Kindheit ist sehr gewalttätig.
- † Betty Carstairs (86 J.): einsam lebende schottische Wittwe. Sie nimmt Dora in ihrem Haushalt auf und muss dafür sterben.
- † Felix Roatta: Nachtclubbesitzer aus dem Rotlichtmilieu.
- Giancarlo Robacci und Giorgio Scalo: bolivianische Mitinhaber des „Parallel Clubs“.
- Tony Spavento: Killer von Suarez und Carstairs.
- Superintendent James Jollo: Vorgesetzter des Ermittlungsteams.

## Sprachstil
„Von ihr gestört -- er war gerade dabei, das Mädchen fertigzumachen --, ging der Killer wortlos auf die alte Frau los, die hereingekommen war, um zu sehen, was nebenan vorging. Er packte sie, als wäre sie eine Fuhre Müll von letzter Woche, und schleuderte sie mitten in ihre Standuhr, die direkt hinter der Wohnungstür stand, dabei setzte er Kräfte ein, von denen nicht einmal er gewußt hatte, daß er sie besaß.“

Derek Raymond Sprachstil ist von einer ungeheuren Brutalität geprägt, der in einfachen Worten seine Wucht entwickelt.

## Rezensionen
Auf Krimicouch wird das Buch mit „Auf der Suche nach dem Killer bohrt er sich wie besessen in die Schattenbereiche einer degenerierten Gesellschaft, die sich jenseits unserer Vorstellungskraft befinden. Dieses Buch ist ein radikaler Meilenstein des Brit Noir, ein literarischer Amoklauf, der künstlerisch und moralisch neue Grenzen im gesamten Genre definiert.“ beschrieben. Andere Kritiker definieren das Werk als „den härtesten, dreckigsten, deprimierendsten Stoff, den ich je gelesen habe“. Der Tenor des Werkes wird durch ein Zitat der namenlosen Hauptfigur zum Ausdruck gebracht: „Die Öffentlichkeit will nur die schmutzigen Konturen, nicht die intimen, ekligen Details“. Die New York Times betitelt Raymonds Kriminalroman mit den Worten “Everything about I Was Dora Suarez shrieks of the joy and pain of going too far.” – „Alles in I Was Dora Suarez schreit nach der Freude und dem Schmerz, zu weit gegangen zu sein.“

„Derek Raymond mißbraucht das Genre nicht als literarische Geisterbahn. Er dringt tief in das psychische und physische Elend von Opfern und Tätern. Er erkundet Mordtat und Umstände bis ins letzte schmerzhafte Detail.“

„Der gewaltgeladene Schocker kann handwerklich und sprachlich durchaus überzeugen, doch seine radikal-deprimierende Grundhaltung stellen einen breiten Einsatz in Bibliotheken in Frage.“

## Auszeichnungen
Im Jahr 1991 gewann Ich war Dora Suarez den 7. Deutscher Krimi Preis, Rubrik International.

## Ausgaben
- Derek Raymond: Ich war Dora Suarez, deutsche  Übersetzung von Gabriele Kunstmann (erschienen im Black Lizard Bücher/Frank Nowatzki Verlag, Berlin und im MAAS Verlag; Auflage: 2, Dezember 2000), OT “I Was Dora Suarez”, Pulp Master Verlag, 1990, ISBN 978-3-929010-70-1